# Charles Paulus Bélanger
Charles Paulus Bélanger ( 1805 - 1881 ) fue un botánico, pteridólogo, micólogo, y briólogo francés .
Se embarcó hacia India por encargo del Departamento Colonial francés, para establecer un Jardín botánico en Pondicherry Después de un largo viaje llegó a su destino en 1826, desde donde hace excursiones a Pegu y a Java. En Buitenzorg obtuvo permiso para tomar todos los especímenes de plantas que quisiese desde el Jardín Botánico de allí.
Navegó por África, estando de regreso a Francia, por el Cabo de Buena Esperanza en 1829. En 1853 fue nombrado Director del Jardín Botánico y Zoológico de Saint-Pierre, permaneciendo allí en Martinica hasta su muerte.

## Algunas publicaciones
- Voyage aux Indes-orientales, pendant les années 1825-1829 , par M. Charles Bélanger, M. Bory de Saint-Vincent (1833-1837)

## Honores
- En 1857 fue nombrado miembro de la Sociedad Botánica de Francia[3]

### Epónimos
Género
- (Cunoniaceae) Belangera Cambess.[4]

Varias especies de helechos y de fanerógamas
- (Acoraceae) Acorus belangeri Schott[5]
- (Adiantaceae) Cheilanthes belangeri (Bory) C.Chr.[6]
- (Araceae) Anthurium belangeri Engl.[7]
- (Araliaceae) Actinophyllum belangeri R.C.Schneid.[8]
- (Aspleniaceae) Darea belangeri Bory[9]
- (Asteraceae) Arctium belangeri Kuntze[10]
- (Brassicaceae) Hesperis belangeri Kuntze[11]
- (Chenopodiaceae) Atriplex belangeri D.Dietr.[12]
- (Davalliaceae) Davallia belangeri Bory[13]
- (Fabaceae) Astragalus belangeri (Kuntze) Podlech[14]
- (Hymenophyllaceae) Trichomanes belangeri Bory[15]
- (Leguminosae) Onobrychis belangeri Boiss. & Buhse[16]
- (Papaveraceae) Papaver belangeri Boiss.[17]
- (Piperaceae) Peperomia belangeri C.DC.[18]
- (Poaceae) Anthephora belangeri Steud.[19]
- (Pteridaceae) Pteris belangeri Bory[20]
- (Selaginellaceae) Selaginella belangeri (Bory) Spring[21]

- La abreviatura «Bél.» se emplea para indicar a Charles Paulus Bélanger como autoridad en la descripción y clasificación científica de los vegetales.[22]